# Chica Bomb
Chica Bomb è un singolo del cantante moldavo elettropop Dan Bălan, pubblicato il 26 aprile 2010 dall'etichetta discografica PopLife.
La canzone è stata scritta da Dan Bălan insieme a Corey Gibson ed è stata prodotta dallo stesso Bălan. Ha riscosso un discreto successo di vendite.

## Tracce
Promo - CD-Single (ARS - (UMG) [be])
1. Chica Bomb (Radio Edit) - 3:33
2. Chica Bomb (Extended) - 4:19

## Classifiche
| Classifiche (2010) | Posizione raggiunta |
| ------------------ | ------------------- |
| Bulgaria           | 1                   |
| Danimarca          | 36                  |
| Germania           | 37                  |
| Regno Unito        | 44                  |
| Austria            | 64                  |